# Oriovac
Oriovac est un village et une municipalité située dans le comitat de Brod-Posavina, en Croatie. Au recensement de 2001, la municipalité comptait 6 559 habitants, dont 95,27 % de Croates et le village seul comptait 2 021 habitants.

## Histoire
De 1699 (Traité de Karlowitz) jusqu'en 1918, ORIOWACZ fait partie de la monarchie autrichienne (empire d'Autriche), province de Croatie-Slavonie puis du Royaume de Croatie-Slavonie (Transleithanie après le compromis de 1867) . Elle est dans le territoire des confins militaires, régiment N° 8 Gradiskaner en bordure nord de la Save.

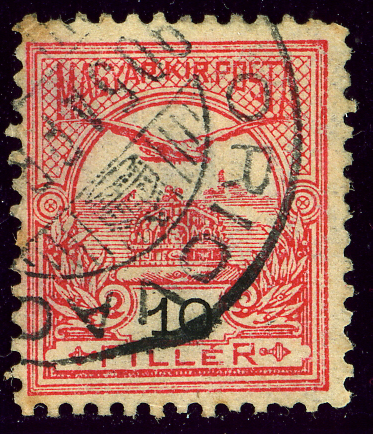
Timbre du Royaume de Hongrie, oblitéré ORIOVAC en 1905

## Localités
La municipalité d'Oriovac compte 10 localités :
- Bečic
- Ciglenik
- Kujnik
- Lužani
- Malino
- Oriovac
- Pričac
- Radovanje
- Slavonski Kobaš
- Živike